# Трункин, Павел Ефимович
Павел Ефимович Трункин (1 января 1916, Вольское, Самарская губерния — 2 августа 1944, Луцк, Волынская область) — красноармеец Красной Армии, первый номер пулемётного расчёта 3-й стрелковой роты 3-го мотострелкового батальона (21-я гвардейская Краснознамённая мотомеханизированная бригада), участник Великой Отечественной войны, Герой Советского Союза.

## Биография
Родился 1 января 1916 года в селе Вольское (ныне — Приволжское Ровенского района Саратовской области).
Служил в Красной Армии в 1938—1940 годах. Работал в колхозе имени М. И. Калинина, затем на маслозаводе № 6 в Энгельсе.
Призван в Красную армию в январе 1943 года Краснокутским райвоенкоматом Саратовской области, с 19 января — в боях Великой Отечественной войны. Воевал на Воронежском и 1-м Украинском фронтах; 7 сентября 1943 был тяжело ранен.
В марте 1944 года советские войска освобождали Правобережную Украину. 24 марта 1944 года подразделение Трункина вышло к реке Днестр. Была поставлена боевая задача по скорейшему форсированию реки. Пулемётчик скрытно преодолел реку и закрепился на высоте на берегу противника. Когда подразделение приступило к форсированию реки, Трункин с тыла открыл огонь по противнику. Успешное преодоление реки его подразделением было осуществлено во многом благодаря его действиям.
Звание Героя Советского Союза с вручением ордена Ленина и медали «Золотая Звезда» красноармейцу П. Е. Трункину присвоено 24 мая 1944 года «за отвагу и мужество, проявленные при форсировании реки Днестр».
В боях Львовско-Сандомирской наступательной операции старший сержант П. Е. Трункин был ранен; 2 августа 1944 года умер в госпитале в Луцке (Волынская область). Похоронен в Луцке на Мемориале Вечной Славы.

## Награды
- Медаль «Золотая Звезда»;
- орден Ленина.

## Память
Именем П. Е. Трункина названы улицы в селе Приволжское Ровенского района и в Луцке.
В 2003 году П. Е. Трункину присвоено звание «Почётный гражданин Энгельсского муниципального района» (посмертно).
В феврале 2006 года имя П. Е. Трункина присвоено средней общеобразовательной школе села Приволжское Ровенского района Саратовской области. 30 декабря 2013 на здании школы установлена мемориальная доска П. Е. Трункину.